# Galway Ceannt
Galway Ceannt (írül: Stáisiún Cheannt) egy írországi vasútállomás, Galway központjában.

## Szomszédos állomás
A vasútállomáshoz Oranmore állomás van a legközelebb.

## Forgalom
Vonatok az állomásról:
- InterCity: Dublin és Limerick felé
- Commuter: Athenry felé

## Fordítás
- Ez a szócikk részben vagy egészben  a   Galway railway station című angol Wikipédia-szócikk fordításán alapul.  Az eredeti cikk szerkesztőit annak laptörténete sorolja fel. Ez a jelzés csupán a megfogalmazás eredetét és a szerzői jogokat jelzi, nem szolgál a cikkben szereplő információk forrásmegjelöléseként.